# Alberto Girri
Alberto Girri (*Buenos Aires, 27 de noviembre de 1919 - Buenos Aires,16 de noviembre de 1991) fue un poeta argentino. 
Su primer libro, Playa Sola, lo distingue entre la llamada generación del 40. Su estilo único y personal, no encaja en ningún movimiento concreto. A partir de esta obra, Girri publicó unos treinta libros en los que paulatinamente se desembarazó de la lírica elegíaca y tradicionalista de aquella década. 
Su lenguaje se hizo ascético  y extremadamente intelectual. Colaborador de la revista Sur y del diario La Nación, llevó una vida monacal, aunque obtuvo amplio reconocimiento en su país y en el exterior. Su poesía provocó admiración y rechazo. Se le llamó muchas veces "árido e incomprensible". 
Sin embargo, su apuesta radical por una poesía despojada e impersonal logró convertirse en fundamental para poetas de las últimas generaciones. Publicó entre otros los libros de poesía Coronación de la espera, Poesía de observación, Quien habla no está muerto, Monodias, Existenciales. 
Reflexionó sobre su trabajo en El motivo es el poema y Diario de un Libro. Tradujo a numerosos poetas ingleses y estadounidenses, entre ellos T. S. Eliot, Wallace Stevens, Robert Frost, Robert Lowell y William Carlos Williams, con lo que logró dirigir la atención hacia la lírica anglosajona contemporánea en un medio donde gravitaban más los poetas vanguardistas franceses.  En la literatura argentina, aunque Girri es muy personal y original, se encuentran algunas similitudes con las obras de Enrique Molina y Olga Orozco.
Para el compositor Alberto Ginastera escribió el libreto de la ópera Beatrix Cenci (basada en la trágica y real historia de la joven Beatrice Cenci) en 2 actos y 14 escenas.
Su primera esposa fue la artista plástica Leonor Vassena, con la que se casó en 1958 hasta su  sorpresiva muerte el 16 de agosto de 1964 a los 40 años de edad. También estuvo casado con Aurora Bernárdez.

## Listado de sus principales obras
- Beatrix Cenci. Ópera.

- Juegos alegóricos. 1993.
- Trama de conflictos. 1988.
- Páginas de Alberto Girri. 1983.
- Lírica de percepciones. 1983.
- Lo propio lo de todos. 1980.
- Recluso platónico. 1978
- El motivo es el poema. 1976.
- Quien habla no está muerto. 1975.
- Penitencia y el mérito. 1957.
- El tiempo que destruye. 1950.
- Trece poemas. 1949.
- Coronación de la espera. 1947.
- Playa sola. 1946.
- Poesía de observación.